# Lompolojärvi (Övertorneå socken, Norrbotten)
Lompolojärvi är en sjö i Övertorneå kommun i Norrbotten och ingår i Torneälvens huvudavrinningsområde. Sjön har en area på 0,0904 kvadratkilometer och ligger 117,2 meter över havet. Sjön avvattnas av vattendraget Soukolojoki (Ylinenjoki).

## Delavrinningsområde
Lompolojärvi ingår i det delavrinningsområde (741261-183693) som SMHI kallar för Ovan Vikeväjoki. Medelhöjden är 127 meter över havet och ytan är 1,7 kvadratkilometer. Räknas de 7 avrinningsområdena uppströms in blir den ackumulerade arean 86,04 kvadratkilometer. Soukolojoki (Ylinenjoki) som avvattnar avrinningsområdet har biflödesordning 2, vilket innebär att vattnet flödar genom totalt 2 vattendrag innan det når havet efter 114 kilometer. Avrinningsområdet består mestadels av skog (51 procent) och sankmarker (39 procent). Avrinningsområdet har 0,09 kvadratkilometer vattenytor vilket ger det en sjöprocent på 5,3 procent.